# Божаново
Божаново е село в Североизточна България. То се намира в община Шабла, област Добрич.

## География
Село Божаново се намира в област Добрич и община Шабла. До нея се намират следните села: Дуранкулак, Езерец, Крапец, Септемврийци и др. Разположено е в долина, която се намира на две нива под морското равнище с особено красива природа.

## История
Селото е съществувало още по време на османската власт и се е наричало Кираамет (Карамет, Керамет), преведено Господин Амет на името на турчин, който имал чифлик в тази местност. Според друга версия селото носи името на същия този турчин, когото наричали Кьор Амет.
Думата „керемет“ на гагаузки означава чудо. Тя се е използвала от местните с надежда, че Бог със свръхестествената си сила ще ги избави от някое нещастие. Любен Бешков в една своя статия за с. Керемет споменава за предание, в което се разказва, че в незапомнени времена жителите на това селище са умирали от чума. Тогава народът, за да омилостиви Всевишният, започнал ежегодно в уречен ден да коли курбан и устройва тържества, чрез които е очаквал да стане „керемет“ и селото да се спаси от смъртта.
Кога точно е основано селото не се знае. Предполага се, че преди това там е съществувало селище от времето на римляните, тъй като недалеч от селото са открити останките на римски резервоар за вода.
В околностите на селото се намират и малки турски гробища, но те вероятно са принадлежали на село, което по-късно е изчезнало.
Много историци приемат с. Керемет като гагаузко селище още преди Руско-турската война през 1829 г., когато жителите му, заедно с населението от останалите гагаузки села от тази част на Добруджа, забягват след руските войски към Бесарабия и се заселват в с. Авдарма, Молдова.
След чувствителното обезлюдяване на района през 1833 г. и липсата на работна ръка, официалната турска власт оповестява, че освобождава от всякакви данъци в срок от 3 години онези гагаузки бежанци които се завърнат в Добруджа. Част от бесарабските гагаузи се завръщат, но не и тези от с. Керемет.
Много по-късно някои гагаузки семейства от съседните села заедно с придошлите нови жители от Котленският край слагат основите на сегашното селище.
Тази нова вълна от заселници са овчарите от Кипилово и Котел, които си правят къшли и отглеждат овце. Едни от първите придошли в почти обезлюденото село са от Якимовия и Ранковия род.
Според преданието, по-късно когато населението му нараства, го постига беда. Започват да умират много млади булки при раждане. Хората започват да търсят начини да се избавят от тази беда, но напразно. В селото веднъж идва поп на име Кръстьо и казва, че всяка година, на Богородица хората трябва да правят курбан за здраве под двата тогава съществуващи големи бряста и да нарекат селото на името на Божията майка. Така те започват да колят курбан и наричат селото Божица. Говори се, че така са спасили от смъртта своите родилки.
Интересно е, че тук е погребан и има паметна плоча четник от четата на Хаджи Димитър. Той идва в с. Горичане, след като четата е разбита, а по-късно се заселва в Божаново. На паметната плоча пише „Стефан ловечлията“. Не е известно да са правени проучвания кой точно е този четник.

## Население
Преброяване на населението през 2011 г.
Численост и дял на етническите групи според преброяването на населението през 2011 г.:
|                     | Численост | Дял (в %) |
| Общо                | 6         | 100,00    |
| Българи             | 6         | 100,00    |
| Турци               | 0         | 0,00      |
| Цигани              | 0         | 0,00      |
| Други               | 0         | 0,00      |
| Не се самоопределят | 0         | 0,00      |
| Неотговорили        | 0         | 0,00      |

## Редовни събития
1 юли-панаир на село Божаново